# Roman Hartenberger

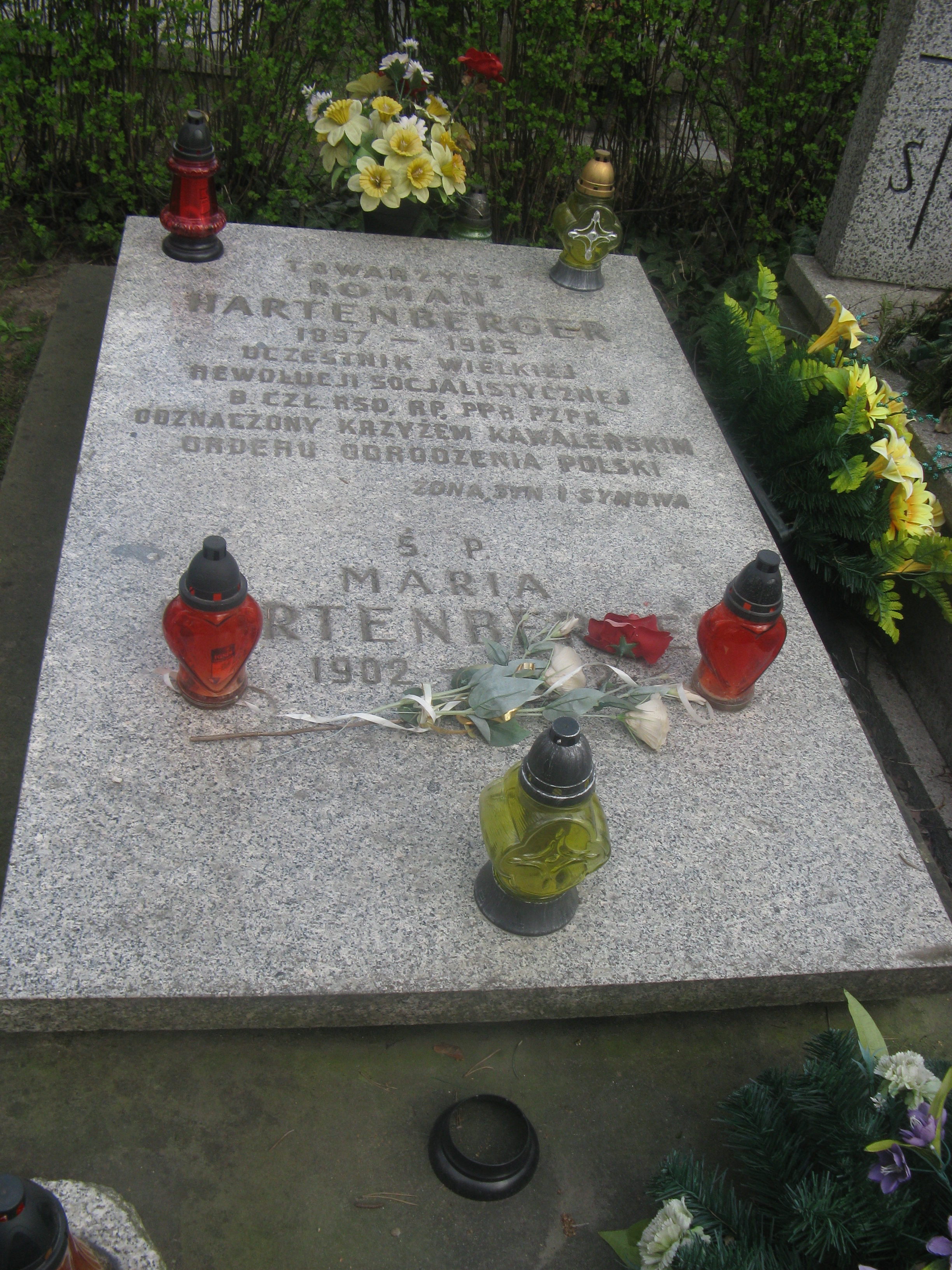
Grób Romana Hartenbergera na Cmentarzu Wojskowym na Powązkach w Warszawie

Roman Hartenberger, ps. Iskra, Widia (ur. 25 sierpnia 1897 w Kamieńskiem, zm. 26 września 1965 w Warszawie) – działacz komunistyczny i związkowy, rewolucjonista, komisarz polityczny Armii Czerwonej, poseł do KRN.

## Życiorys
Syn robotnika Rajmunda, ukończył szkołę fabryczną i w 1913 został tokarzem w zakładach metalurgicznych. W 1913 wstąpił do SDKPiL, a w 1917 do ZSP i SDPRR(b). 1919 skierowany do Wyższej Szkoły Wojskowo-Politycznej przy KC KP(b)U w Kijowie, wraz ze szkołą wcielony do 13 Armii walczącej na południu przeciw „białym” oddziałom Denikina i Wrangla. Jako komisarz polityczny 3 dywizjonu artylerii 9 Dywizji i 3 Dywizji uczestniczył w tych walkach. 1921 wybrany delegatem dywizji na Ogólnoukraiński Zjazd Rad. W czerwcu 1922 wrócił do kraju i został tokarzem metalowym w zakładach kolejowych w Brześciu, 1923 za udział w strajku kolejarzy zwolniony z pracy. Krótko pracował w zbrojowni w Brześciu, potem był tokarzem w warsztatach Flotylli Marynarki Wojennej w Pińsku. 1924–1926 był organizatorem i przewodniczącym związku zawodowego metalowców w Pińsku, za co zwolniono go z pracy i na krótko aresztowano. Po zwolnieniu pracował w Baranowiczach w Kasie Chorych i Okręgowej Ubezpieczalni Społecznej, był tam również współorganizatorem i członkiem Zarządu Oddziału Związku Pracowników Kas Chorych i Instytucji Ubezpieczeń Społecznych. Zwolniony za to z pracy, 1935 został tokarzem w fabryce w Warszawie (do połowy 1944). 1940–1941 członek organizacji Rewolucyjne Rady Robotniczo-Chłopskie „Młot i Sierp”, później PPR. Organizator i sekretarz komórki PPR i przewodniczący komitetu fabrycznego w fabryce Lilpopa. Członek Komitetu Dzielnicowego (KD) PPR Warszawa-Wola, z ramienia którego prowadził działalność wśród metalowców. 19 lutego 1944 brał udział w inauguracyjnym posiedzeniu konspiracyjnej Warszawskiej Rady Narodowej przy ul. Długosza, na którym został wybrany wiceprzewodniczącym Prezydium Warszawskiej Rady Narodowej i przewodniczącym Koła Radnych Metalowców. Był również posłem do KRN. Podczas powstania warszawskiego wywieziony do obozu pracy w Austrii, skąd po wojnie wrócił do Warszawy i zgłosił się do dyspozycji PPR. Mianowany starostą dzielnicy Śródmieście w Warszawie (do 1948), później został dyrektorem administracyjno-handlowym w Zakładach Kotlarsko-Mechanicznych „Parowóz” w Warszawie. 1950–1953 naczelnik wydziału w Państwowym Przedsiębiorstwie Budowlanym Oddział IV, później do 1959 kierownik rozdzielni w Warszawskiej Fabryce Wyrobów Metalowych; był tam również członkiem Rady Zakładowej i samorządu robotniczego. Od 1948 w PZPR, 21 stycznia 1950 decyzją Wojewódzkiej Komisji Kontroli Partyjnej (WKKP) usunięty z partii, członkostwo z zaliczeniem stażu przywrócono mu 17 września 1957. Członek Komisji Historii Partii KD PZPR Warszawa-Żoliborz, brał aktywny udział w pracach Referatu ds. Działaczy Ruchu Robotniczego, głównie na odcinku pracy ideowo-politycznej z młodzieżą. Od 7 kwietnia 1960 na rencie.
Zmarł w Warszawie. Pochowany na cmentarzu Wojskowym na Powązkach (kwatera B2-6-26).

## Ordery i odznaczenia
- Krzyż Kawalerski Orderu Odrodzenia Polski
- Złoty Krzyż Zasługi (11 maja 1946)[2]
- Medal za Warszawę 1939–1945 (17 stycznia 1946)[3]